# René Graciet
Pour les articles homonymes, voir Graciet.
Pas d'image ? Cliquez ici

a Compétitions nationales et continentales officielles uniquement.

b Matchs officiels uniquement.
Dernière mise à jour le 25 janvier 2012.
René Graciet, né le 24 juillet 1904 à Bayonne et mort le 30 janvier 1995 à Antibes, est un joueur français de rugby à XV ayant évolué au poste de trois quart centre puis de demi d’ouverture en sélection nationale et au Stade bordelais.

## Biographie
Il est diplômé de l'École des Arts et Métiers (Aix 1921).

## Statistiques en équipe nationale
- 6 sélections en équipe de France A de 1926 à 1930
- 3 points (1 essai)
- Sélections par année : 2 en 1926, 2 en 1927, 1 en 1929, 1 en 1930
- tournois des Cinq Nations disputés : 1926 (2), 1927 (1), 1929 (1) et 1930 (1)